# Callonychium argentinum
Callonychium argentinum là một loài Hymenoptera trong họ Andrenidae. Loài này được Brèthes mô tả khoa học năm 1922.